# Laurens Pannecoucke
Laurens Pannecoucke (Kortrijk, 19 juli 1988) is een Belgisch kajakker uit Zwevegem. Sinds 2007 werd hij in totaal acht keer Belgisch kampioen in zowel individueel als in de K2 op verschillende afstanden.

## Levensloop
Op 9-jarige leeftijd sloot Pannecoucke zich aan bij Sobeka kanoclub in Zwevegem. In 2005 werd hij 5de op het EK voor junioren op de marathon. In dezelfde discipline pakte hij een jaar later op het WK voor junioren een bronzen medaille. Sinds 2008 maakt de kajakker deel uit van het Belgisch nationaal team.  
In 2009 kreeg Pannecoucke een halftijds contract bij Bloso. Dat jaar werd hij vierde op het WK tot 23jaar in de marathon. Het jaar erop werd hij fulltime kajakker. Omdat de marathon geen Olympische discipline is, besloot hij zich te gaan concentreren op de 500m en 1000m zowel individueel als in K2. Zo werd hij in 2010 6de op het EK voor -23jarigen op de 1000m individueel. 
In 2012 kon zich samen met Olivier Cauwenbergh plaatsen voor de Olympische Spelen nadat het duo 4de werd op de Wereldkampioenschappen datzelfde jaar. Op de Olympische Spelen eindigde het duo 12de op de 200m sprint en 10de op de 1000 meter. 
In 2016 kondigde hij het einde van zijn topsportcarrière aan. In 2023 werd hij opnieuw actief op de marathon-afstand.